# Filharmonia Opolska

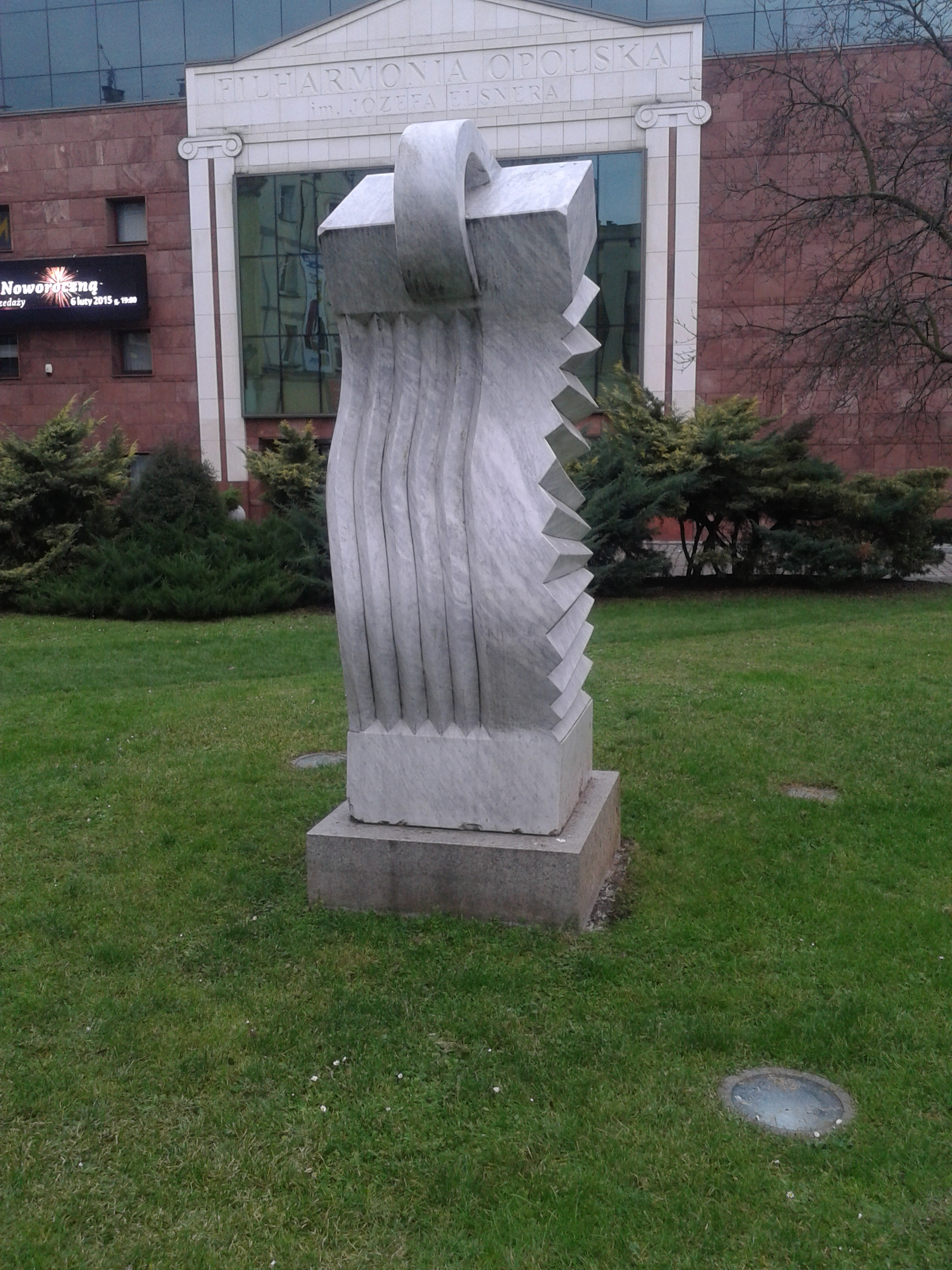
Pomnik naprzeciwko Filharmonii Opolskiej

Filharmonia Opolska im. Józefa Elsnera – państwowa instytucja kulturalna działająca w Opolu, z siedzibą przy ul. Krakowskiej 24.

## Historia
Orkiestra Symfoniczna Filharmonii Opolskiej założona została w 1952 roku jako Opolska Orkiestra Symfoniczna. Już po pięciu latach działalności zespół przemianowano na Państwową Orkiestrę Symfoniczną w Opolu, od 1969 roku noszącą imię Józefa Elsnera – kompozytora nierozerwalnie związanego z ziemią opolską. Swą obecną nazwę orkiestra przyjęła w 1972 roku, kiedy to decyzją Ministra Kultury i Sztuki powołana została Państwowa Filharmonia im. Józefa Elsnera w Opolu. W ciągu blisko siedemdziesięciu lat swojej działalności Orkiestra gościła wielu światowej sławy dyrygentów, kompozytorów oraz solistów.

## Działalność
Filharmonicy Opolscy prezentowali się w najznamienitszych salach Europy, m.in.: Philips Saal w Rotterdamie, Teatro Municipale w Piacenzy, historycznej Herkulessaal w Monachium oraz w Złotej Sali Musikverein w Wiedniu.
Orkiestra Symfoniczna Filharmonii Opolskiej wielokrotnie zapraszana była do uczestnictwa w prestiżowych wydarzeniach o randze międzynarodowej, takich jak specjalny koncert w Rzymie w 2000 roku, kiedy to jako jedyny polski zespół uświetniła obchody osiemdziesiątych urodzin papieża Jana Pawła II. W 2004 roku Filharmonicy Opolscy reprezentowali Polskę w Brukseli podczas uroczystości z okazji poszerzenia Unii Europejskiej oraz w Salzburgu, upamiętniając trzecią rocznicę ataków terrorystycznych na World Trade Center.
Działalność koncertowo-artystyczna Orkiestry obejmuje również tournée poza granicami Europy: zespół wystąpił m.in. w Chinach, Argentynie, Brazylii czy USA.
Orkiestra Filharmonii Opolskiej regularnie bierze udział w festiwalach muzycznych w kraju i za granicą, m.in. Festiwalu Polskiej Muzyki Współczesnej Poznańska Wiosna, Festiwalu Polskiej Muzyki Współczesnej we Wrocławiu, Śląskim Festiwalu im. Ludwiga van Beethovena w Głogówku, Festiwalu im. Jana Kiepury w Krynicy-Zdroju, Międzynarodowym Festiwalu Henryka Wieniawskiego w Szczawnie-Zdroju, Międzynarodowych Targach Sztuki Ludowej w Krakowie, Festiwalu Kultury Żydowskiej Warszawa Singera w Warszawie czy International Music Festival Sion Valais w Szwajcarii.
Obok działalności koncertowej, Orkiestra w swoim dorobku artystycznym posiada nagrania płyt CD z repertuarem obejmującym twórczość Johannesa Brahmsa, Antonia Vivaldiego, Karola Szymanowskiego, Feliksa Nowowiejskiego, Witolda Maliszewskiego oraz patrona instytucji – Józefa Elsnera.